# 中国大陆网盘列表
本条目列出中国大陆公司开发的网盘服务。
2021年11月，中国互联网协会、中国信通院组织百度网盘、腾讯微云、天翼云盘、和彩云、阿里云盘、迅雷云盘、360安全云盘和网易网盘8家网盘企业在北京共同签署《个人网盘服务业务用户体验保障自律公约》，网盘企业承诺2021年内推出无差别的上传/下载速率服务。

## 现存
| 名称           | 免费容量 | 上传限制 | 审查 | 分享 | 下载限速 | 需登录 | 需安装 |
| -------------- | -------- | -------- | ---- | ---- | -------- | ------ | ------ |
| 百度网盘       | 300G     | 无       | 有   | 有   | 0.1M/s   | 是     | 是     |
| 百度网盘青春版 | 10G      | 无       |      | 无   |          | 是     | 是     |
| 腾讯微云       | 10G      | 4G       | 有   | 有   | 5M/s     | 是     | 偶尔   |
| 115网盘        | 15G      | 无       |      | 有   | 无       | 是     | 是     |
| 坚果云         | 1G       | 1G       |      | 有   | 无       | 是     | 否     |
| 蓝奏云         | 无限     | 0.1G     | 无   | 有   | 无       | 否     | 否     |
| 阿里云盘       | 100G     | 无       |      | 有   | 0.5M/s   | 是     | 是     |
| 中国移动云盘   | 1000G    | 无       |      | 有   | 无       | 是     |        |
| 联通云盘       | 500G     | 2G       |      |      | 0.5M/s   |        |        |
| 电信天翼云盘   | 60G      | 2G       |      | 有   | 无       | 是     | 否     |
| 迅雷云盘       | 10G      | 无       |      | 有   | 无       | 否     | 否     |
| 123云盘        | 2TB      | 无       | 有   | 有   | 无       | 否     | 否     |
| 夸克网盘       | 300G     | 无       |      | 有   | 1.7M/s   | 是     | 是     |
| 小米云服务     | 5G       | 无       | 无   | 无   | 无       | 是     | 否     |
| 华为云服务     | 5G       | 无       | 无   | 无   | 无       |        |        |
| WPS云盘        | 1G       | 0.005G   |      | 有   | 无       | 否     | 否     |
| 永硕e盘        | 2G       | 0.03G    |      |      |          |        |        |
| 360安全云盘    | 18G      | 2G       |      |      |          |        |        |
| 文叔叔网盘     | 20G      | 5G       |      | 有   | 无       | 否     | 否     |
| 曲奇云盘       | 2000G    | 无       |      |      |          |        |        |
| 城通网盘       | 500G     | 4G       |      | 有   | 0.05M/s  |        |        |

### 百度网盘
百度网盘是百度推出的网盘服务，2012年上线，是中国大陆最大的网盘服务商之一。用户注册即有100G云空间，在手机客户端登录则升级为300G
百度网盘里的文件及文件夹，支持以链接的方式进行分享，是中国大陆最常见的文件分享平台之一。但因下载文件强制要求安装客户端、注册账号，且非会员下载限速到0.1M/s以下，也是中国大陆声誉最差的网盘。
网盘文件会进行机器审查，即使用户并未分享。违规文件将无法查看，即使是上传者也不能查看或下载文件，等同删除。压缩包也会被审查，规避机器审查的唯一方式是加密压缩。
应中国信通院要求，百度于2021年推出了百度网盘青春版APP，10G空间，仅允许用户上传和下载文件，不限速，但不支持分享，也不支持导入百度网盘的文件，不支持在网页和电脑端访问。

### 115网盘
115（前称：115云、115网盘、115我的网盘、115网络U盘）是115科技推出的云存储服务，2008年上线。

### 阿里云盘
阿里云盘是阿里巴巴推出的一项个人云存储服务，支持上传视频、文档等各种格式的文件，支持最高30G的单个文件上传，宣称下载不限速，支持文件分享。包含Web版、Windows版、Mac版、Android版和iOS版。

### 腾讯微云
腾讯微云（前称：微云）是腾讯推出的云存储服务，2012年上线。
应中国信息通信研究院要求，2021年，微云宣布下载不限速。（此前限速到0.1M/s以下）

### 坚果云
坚果云是一家云端储存平台，隶属于上海亦存网络科技有限公司，由IBM研究院前员工韩竹等人创办，于2012年3月上线。坚果云提供个人版、团队版、企业版。

### 蓝奏云
蓝奏云是网众公司推出的一项个人云存储服务，支持分享文件，下载不限速。包含Web版。

### 天翼云盘
天翼云盘是中国电信于2012年推出的一项个人云存储服务，支持上传视频、文档等各种格式的文件，支持最高2G的单个文件上传，支持分享文件。包含Web版、Windows版、Mac版、Android版和iOS版。

### 中国移动云盘
中国移动云盘（原名：和彩云）是中国移动推出的一项个人云存储服务，支持上传视频、文档等各种格式的文件，免费用户支持最高4G的单个文件上传，下载不限速，支持分享文件。包含Web版、Windows版、Mac版、Android版和iOS版。

### 迅雷云盘
2020年，迅雷更新的版本中增加了个人云存储服务，支持分享文件、离线下载等。

### 123云盘
123云盘是西安一二三云计算有限公司2021年上线的个人云存储服务，用户注册赠送2TB网盘空间，上传下载速度无限制。

### 夸克网盘
2021年8月，夸克网盘支持手机和网页版等同步使用。

### 其他
- 小米云服务

- 华为云服务

- WPS云盘

- 永硕e盘
- 360安全云盘
- 文叔叔网盘
- 曲奇云盘
- 城通网盘

## 已关闭或停止个人业务

### 快盘
快盘是一个跨平台同步式网络硬盘，由金山软件出品，于2011年5月26日结束公测，正式发布。快盘目前已有Windows、Mac、Android、iOS、Linux平台客户端，以及网页版。正式发布时注册用户有5.6G容量，后来逐渐提升至15G，现在已经可以无限制增长，用户可通过每日签到、参与论坛活动等途径获取更多空间，但增长速度已经大幅回落。
2014年9月9日，金山将快盘出售给迅雷。2016年4月26日，发布公告：停止快盘个人用户的存储服务，所有用户数据将保留到2016年6月30日。 2016年6月30日以后，快盘将全面转型个人视频服务。原快盘Android／iOS用户可选择升级APP，使用新服务。

### 酷盘
酷盘是一个同步为主的跨平台网络硬盘，由北京袋鼠网络科技有限公司研发，目前已有Windows、Mac、Android、iOS、Symbian客户端及网页版。2013年1月9日，酷盘推出VIP服务，拥有最高500GB空间容量等特权。 2013年9月25日，阿里巴巴集团宣布收购酷盘。2015年10月10日，酷盘被阿里巴巴集团关闭。

### 金山云
金山云（又称：金山企业云、金山企业云盘；前称：金山T盘）是金山软件推出的云端运算服务。

### 360安全云盘
360安全云盘（前稱：360云盘、360云盘企业版、360企业云盘、360云）是奇虎360推出的一款云存储服务。2013年7月，360云盘推出了T盘活动，获得1T的空间需要做任务；2013年8月，推出了永久免费赠送360G云盘空间的活动。2014年，360云盘提供免费扩充至36T云盘空间活动，现已结束。
2015年8月11日，在央视报道腾讯举报360云盘涉黄后，360公司发出声明，称自1月来已陆续接到腾讯旗下社交平台的举报，并积极与其他互联网公司进行打击。
2016年10月20日，360云盘发布公告，决定在2016年11月1日后停止个人上传的云盘服务，转型企业云服务。2016年10月28日，360云盘发布公告，考虑到用户转存个人数据的诸多不便，存储量在200GB以下，下载结束日期延长至2017年4月30日；存储量在200GB以上，下载结束日期延长至2017年10月31日结束。

### 微盘
微盘是新浪推出的一项云存储服务。2016年4月25日上午，微盘发布声明，为配合监管部门专项整治行动，微盘已于2016年6月30日关闭免费个人用户的存储服务，即日起逐步暂停分享及站内搜索服务至整改结束。

### UC云
UC云是UC优视推出的一项云存储服务。2016年4月15日，UC云宣布，正式停止用户存储、上传、离线资源存储以及视频转码服务。

### 盛大网盘
盛大网盘（Everbox）是盛大网络旗下盛大创新原推出的一项云存储服务，于2012年12月3日正式公测。2013年2月1日，盛大网盘在其官方网站宣布将暂停服务，提示用户在3月1日前尽快备份和保存网盘中的数据。